# Tarnawatka (osada)
Tarnawatka – osada w Polsce położona w województwie lubelskim, w powiecie tomaszowskim, w gminie Tarnawatka.
W latach 1975–1998 miejscowość administracyjnie należała do województwa zamojskiego.
Wierni Kościoła rzymskokatolickiego należą do parafii Świętych Apostołów Piotra i Pawła w Tarnawatce.